# Vielitz (Selb)
Vielitz ist ein Gemeindeteil der Großen Kreisstadt Selb im Landkreis Wunsiedel im Fichtelgebirge (Oberfranken, Bayern).

## Lage
Das Dorf liegt ungefähr zwei Kilometer nordwestlich vom Hauptort am Hang des Pfaffenbergs. In der Nähe verlaufen die B 15 und die B 93. Südlich befindet sich Oberweißenbach, nordwestlich liegen Schönwald und Brunn, nördlich auf der gegenüberliegenden Seite der Autobahn Vielitz-Siedlung und Selb-Plößberg. Vielitz ist vor allem von agrarwirtschaftlich genutzten Flächen umgeben.

## Geschichte
Erste urkundliche Erwähnungen als „vilice“ stammen von 1125/33. Im Jahre 1356 verkauften die Wilden, ein Rittergeschlecht vom Epprechtstein, fünf Höfe von „Vilicz“ dem Nürnberger Burggrafen. Seit 1370 besaßen die Forster aus Selb Erb- und Zinsgüter, um 1417 verfassten Vertreter aus dem Egerland eine Klageschrift, wonach ihnen Vielitz verloren gegangen sei. Brunn wurde 1818 im Zuge des zweiten Gemeindeedikts in die neu gegründete Gemeinde Vielitz integriert, die ihrerseits 1863 in den Landkreis Rehau einbezogen wurde. Im Zuge der Gebietsreform in Bayern wurde die Gemeinde am 31. Dezember 1977 aufgelöst: Der Hauptort Vielitz wurde nach Selb eingemeindet, während dessen Gemeindeteil Brunn nach Schönwald eingemeindet wurde.